# Flandziu
Flandziu ist eine seit 2004 erscheinende Literaturzeitschrift. Der Name ist einer frühen Theaterskizze Wolfgang Koeppens entnommen. Flandziu erscheint seit 2009 als Neue Folge im Hamburger Shoebox House Verlag. Herausgeber ist Jürgen Klein. Zum Beirat von Flandziu gehören Michael Augustin, Reinhard Brandt, Raimund Fellinger (†), Rüdiger Görner, Hans Ulrich Gumbrecht, K. Ludwig Pfeiffer, Dominik Riedo, Joachim Sartorius und Wolfgang Wicht.
Die Zeitschrift nennt sich Halbjahresblätter für Literatur der Moderne und wird in Verbindung mit der Internationalen Wolfgang-Koeppen-Gesellschaft herausgegeben. Der Name 'Flandziu' geht zurück auf die gleichnamige dramatis persona aus einem expressionistischen Schauspielfragment des jungen Wolfgang Koeppen. Die Zeitschrift sieht sich dem Werk Koeppens verpflichtet. Für Flandziu gilt dessen Grundsatz aus seiner Büchner-Preis-Rede von 1962, dass Literatur für die Belange der Menschen eintreten muss sowie für die Freiheit des Denkens und der menschlichen Existenz, somit keinem zu Diensten ist, der Macht besitzt. 
Flandziu beschränkt sich thematisch nicht auf die deutsche Literatur der Moderne, sondern nimmt weite und diverse Kulturbereiche in den Blick, etwa Philosophie und Kunst in verschiedenen Kulturen sowie damit verbundene gesellschaftliche Fragen. Zugleich geht es in Flandziu um die Betrachtung der Vielfalt von Literatur überhaupt. Jede Ausgabe von Flandziu hat ein Schwerpunktthema. Flandziu hat Kolumnen aus den drei deutschsprachigen Ländern Deutschland, Österreich, Schweiz: Kaffeesatz (Wolfgang Wicht, Eisenach bis 2020; ab 2021: Nancy Hünger, Tübingen); Aus der Welt des Schweizerkaffers (Dominik Riedo, Bern); Ganz ohne Schmäh (Manfred Chobot, Wien).

## Schwerpunktthemen
- 2009, Heft 1: Alexandria und die Literatur der Moderne.
- 2009, Heft 2:  Metropolen und die Literatur Moderne I – Berlin, Moskau, Paris.
- 2010, Heft 1: Metropolen und die Literatur der Moderne II – London, New York, Buenos Aires.
- 2011, Heft 1+2: Junge deutsche Schriftsteller lesen Wolfgang Koeppen.
- 2012, Heft 1: Deutsche Literatur 1945 - 1960, I: 1945 - 1952.
- 2012, Heft 2: Deutsche Literatur 1945 - 1960, II: 1953 - 1960.
- 2013, Heft 1+2: Bücherverbrennung.
- 2014, Heft 1: Frauen gegen den Krieg.
- 2014, Heft 2: Hamburg im 20. Jahrhundert: Kunst – Literatur – Kultur.
- 2015, Heft 1: Reisen und Literatur I
- 2015, Heft 2: Reisen und Literatur II
- 2016/1: Schwarze Literatur im 20. und 21. Jahrhundert. Mit Arbeiten von Uwe Bremer
- 2016/2: Heinrich Heine. Dichter und Demokrat.
- 2017/1: Schweizer Autoren.
- 2017/2: Österreichische Prosa nach 1945.
- 2018 (1+2 Doppelheft): Lesen.
- 2019, Heft 1: Offene Gesellschaft und ihre Feinde.
- 2019, Heft 2: ...was vergessen wurde...
- 2020 (1+2 Doppelheft): Freie Hansestadt Bremen. Kultur, Literatur, Kunst im 20. und 21. Jahrhundert.
- 2021 (1+2 Doppelheft): Schreiben
- Jg. 14 (2022) nicht erschienen
- Jg. 15 (2023/1): Landschaft und Literatur.
- Jg. 15 (2023/2; ersch. März 2024): 101 Jahre "Ulysses."
- Jg. 16 (2024), ( 1+2 Doppelheft): Romantik: Ursprünge und Fortleben.[erschienen 7 / 2025]